# مايلز كوبلاند
مايلز آكس كوبلاند جونيور (16 يوليو 1916 - 14 يناير 1991)، موسيقي ورجل أعمال أمريكي وعضو مؤسس لوكالة المخابرات المركزية الأمريكية، اشتهر بعلاقته بالزعيم المصري جمال عبد الناصر وتعليقاته العامة في المسائل الاستخباراتية. شارك مايلز في العديد من العمليات السرية، بما في ذلك الانقلاب السوري في مارس 1949 والانقلاب الإيراني عام 1953.
كان مايلز محافظًا متأثرًا بأفكار جيمس بورنهام، وكان مرتبطًا بالمجلة السياسية الأمريكية ناشونال ريفيو. في مقابلة مع رولينج ستون عام 1986، قال: "على عكس نيويورك تايمز وفيكتور ماركيتي وفيليب أجي، كانت شكواي هي أن وكالة المخابرات المركزية لا تطيح بما يكفي من الحكومات المناهضة لأمريكا أو تغتال ما يكفي من القادة المناهضين لأمريكا، ولكن أعتقد أنني أتقدم في السن."